# Wink First Live Shining Star
Albums de Wink
Twin Memories
(1989) Velvet
(1990)
Shining Star, sur-titré Wink First Live et sous-titré Dreamy Concert Tour On 1990, est l'unique album live du duo japonais Wink, sorti en 1990.

## Présentation
L'album sort le 25 mai 1990 au Japon sous le label Polystar, six mois après le précédent album studio du groupe, Twin Memories, dont cinq titres sont interprétés. Il atteint la 1re place de l'Oricon, et reste classé pendant 8 semaines.
L'album contient onze titres enregistrés lors d'un concert récent, tirés des disques sortis précédemment, dont six titres sortis en singles (dont une face B), et dont quatre reprises adaptées en japonais de chansons occidentales : Sugar Baby Love des Rubettes, Turn It Into Love (Ai ga Tomaranai) de Kylie Minogue, Joanna de Kool & the Gang, et Never Marry A Railroad Man (Yakan Hikō) de Shocking Blue.

## Liste des titres
| 1.  | Sugar Baby Love                                                  | Single ; Moonlight Serenade                 |  |
| 2.  | Ai ga Tomaranai ~Turn It Into Love~ (愛が止まらない...)          | Single ; At Heel Diamonds                   |  |
| 3.  | Kaze no Prelude (風の前奏曲)                                     | Single Sugar Baby Love ; Moonlight Serenade |  |
| 4.  | Joanna                                                           | Twin Memories                               |  |
| 5.  | Fuyu no Photograph (冬のフォトグラフ)                            | At Heel Diamonds                            |  |
| 6.  | Amaryllis (アマリリス)                                           | Single                                      |  |
| 7.  | One Night in Heaven ~Mayonaka no Angel~ (... 真夜中のエンジェル) | Single ; Twin Memories                      |  |
| 8.  | Yakan Hikō (夜間飛行)                                            | Twin Memories                               |  |
| 9.  | Samishii Nettaigyo (淋しい熱帯魚)                                | Single ; Twin Memories                      |  |
| 10. | Suteki ni Happy Birthday (素敵にHappy Birthday)                  | Moonlight Serenade                          |  |
| 11. | Shining Star                                                     | Twin Memories                               |  |